# Bawen (plaats)
Bawen is een bestuurslaag in het regentschap Semarang van de provincie Midden-Java, Indonesië. Bawen telt 13.489 inwoners (volkstelling 2010).